# Le Rat d'Amérique (film)
Pour plus de détails, voir Fiche technique et Distribution.
Le Rat d'Amérique est un film franco-italien réalisé par Jean-Gabriel Albicocco et sorti en 1963.

## Synopsis
Charles, jeune Français d'une trentaine d'années, débarque en Amérique du Sud dans l'intention d'y faire fortune en travaillant honnêtement avec l'aide d'un oncle qui habite Asuncion, au Paraguay. Les désillusions se succèdent: l'oncle attendait de lui des capitaux; il n'y a pas d'emploi dans ce pays, surtout pour quelqu'un qui ne sait rien faire. À la suite d'une erreur de change, Charles se trouve à la tête d'une somme rondelette. Après hésitation et pour éviter des ennuis à Maria, l'employée qui a commis l'erreur, il restitue la somme mais la jeune femme est tout de même renvoyée. Subitement épris l'un de l'autre, ils décident de mettre en commun leur misère. Pour subsister, Charles se compromet dans des trafics d'armes mais dénoncé, il est contraint de s'échappe avec Maria et ils réussissent à passer en Bolivie. 
Pris en charge par Paul, personnage sans moralité, Charles en vient à voler, mais il est arrêté. Pendant ce temps, Maria doit céder aux caprices d'un nommé Alvarez. Sorti de prison, Charles demande des comptes à Alvarez. Au cours d'une altercation, celui-ci est tué par Paul et les deux hommes doivent s'enfuir, abandonnant Maria. Parvenus au Chili, le seul travail honnête qu'y trouve Charles est l'enfer des mines de cuivre, à 4 000 mètres d'altitude. Au bout de quelques mois, il a presque amassé la somme nécessaire à son retour en France. Maria, qui a trouvé sa piste, vient le voir fidèlement lorsqu'une grève éclate. Décidé à tenter sa chance, Charles redescend dans la vallée où Maria l'attend. Le cargo qui doit les emmener va partir mais il n'y a que deux places pour trois candidats et il manque toujours cent dollars. Charles est sur le point d'assassiner le troisième émigrant, quand Maria l'arrête puis, s'enfuit, écœurée. Le lendemain, Charles gagne en quelques minutes de jeu l'argent manquant. 
Maria ne l'a pas abandonné car dans un mois, si rien n'arrive, ils pourront prendre le prochain cargo suivant.

## Fiche technique
- Titre : Le Rat d'Amérique
- Réalisation : Jean-Gabriel Albicocco
- Scénario : Jean-Gabriel Albicocco, d'après le roman de Jacques Lanzmann
- Dialogues : Jacques Lanzmann
- Photographie : Quinto Albicocco   TotalVision Estmancolor
- Montage : Borys Lewin
- Musique : Georges Garvarentz
- Son : Georges Mardiguian
- Production : Franco London Films - Madeleine Films - Zebra Films
- Pays d'origine :  France |  Italie
- Genre : Film d'aventures
- Durée : 94 minutes
- Date de sortie : France - 22 mai 1963

## Distribution
- Charles Aznavour
- Marie Laforêt
- Franco Fabrizi

### Sélection
- Festival de Cannes 1963[1]